# Gnatholymnaeum
Gnatholymnaeum är ett släkte av skalbaggar. Gnatholymnaeum ingår i familjen jordlöpare.
Kladogram enligt Catalogue of Life:
| Gnatholymnaeum | \| \| Gnatholymnaeum blackburni \| \| \| \| \| \| Gnatholymnaeum spurcum \| \| \| \| |
|                | \| \| Gnatholymnaeum blackburni \| \| \| \| \| \| Gnatholymnaeum spurcum \| \| \| \| |
|                | Gnatholymnaeum blackburni                                                            |
|                |                                                                                      |
|                | Gnatholymnaeum spurcum                                                               |
|                |                                                                                      |